# サンパウロ証券・商品・先物取引所

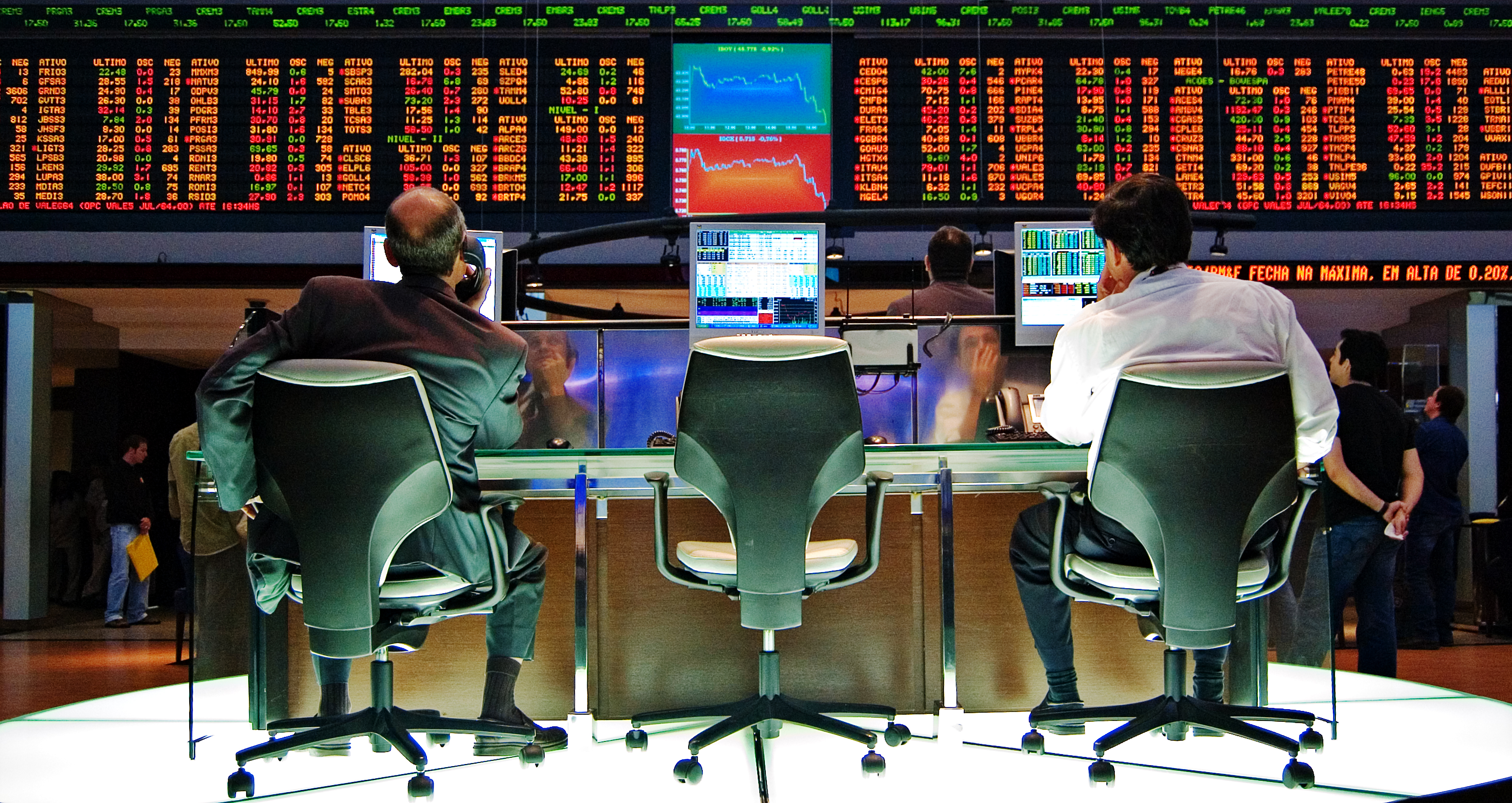

サンパウロ証券・商品・先物取引所（サンパウロしょうけん・しょうひん・さきものとりひきじょ、BM&F Bovespa（B3））は、ブラジルのサンパウロ市にある、同国最大の証券取引所である。ブラジルはもとより、ラテンアメリカ最大の取引量を誇る。南北アメリカ大陸においての取引量もニューヨークのニューヨーク証券取引所・NASDAQ、トロントのトロント証券取引所に次ぐ第4位の地位を占める。世界での時価総額規模は、13位前後。
2008年5月8日、サンパウロ証券取引所とブラジル商品・先物取引所（BM&F)が合併したことによりサンパウロ証券・商品・先物取引所となった 。リオデジャネイロ市にあるリオデジャネイロ証券取引所（en、BVRJ）を含むすべてのブラジル国内の証券取引所と連結している。
Bovespaにおけるベンチマークは、50銘柄から構成されるIBOVESPAであり、2008年4月30日時点で450銘柄が取引をされている。
過去最高値は、2008年5月20日につけた73,516ポイント。その際の取引量は、米ドルで42億ドル、ブラジル・レアルでは、74億レアルであった
。

## 名称
上述の通り、サンパウロ証券取引所とブラジル商品・先物取引所（BM&F)が合併したことから略称はBM&F Bovespaとなった。BM&Fとは、Bolsa de Mercadorias e Futurosの略。Bovespaとは、Bolsa de Valores de São Pauloの略である。

## 歴史
BM&F Bovespaの歴史は古く、創立は1890年に遡る。とはいえ、最初の取引所であるBolsa Livreは、1年間での閉鎖を余儀なくされ、Bolsa de Fundos Publicos de Sao Pauloが再興される1895年を待たなければならなかった。BOVESPAの名前が登場するようになったのは、1967年のことであり、1970年には、取引の電子化が開始された。
1986年、商品及び先物取引を取り扱うBM&Fが設立された。2007年、BOVESPA（サンパウロ証券取引所いわゆるボベスパ・ホールディングス）とBM&Fが株式を新規に公開した。両者が新規に上場した翌年の2008年、両者が合併に合意し、現在のBM&F Bovespaとして再出発している。

## 取引時間
Bovespaは、現地時間の午前9時45分から10時までをプレマーケティングの時間として設定している。その後、本取引が夕方の17時までとしている。アフターマーケットは17時から19時までとしている。取引は平日のみであり、休場に関する情報は前もって、Bovespaが宣言している休日とされている。

## BM&F Bovespaが採用している指数
- IBOVESPA -- ブラジルの主要企業約60社で構成される指数。
- IBrX-50 -- 時価総額上位50銘柄で構成される指数[6]。
- IBrX -- BM&F Bovespaに上場している時価総額上位100銘柄で構成される指数[7]。
- ISE -- 社会的責任投資（SRI）に注目をし、SRIを実施している銘柄で構成される指数。この指数には、ブラジルの時価総額上位1位、2位を構成するペトロブラスとヴァーレが組み込まれていない[8]。
- ITEL -- 通信株指数。ブラジル・テレコム、ジェリサッティ、TIM、テレスプ、Oi、ヴィーヴォの6銘柄で構成される指数[9]。
- IEE -- 電力株指数。電力株16社のみで構成される指数[10]。
- INDX -- 産業株指数。組み入れ上位5社は、アンベブ、ナシオナル製鉄、ウジミナス、ジェルダウ、ブラジル・フーズである[11]。
- ICON -- 消費株指数。組み入れ上位5社は、アンベブ、ブラジル・フーズ、ポム・デ・アスカー、JBS S.A.、ナチュラである[12]。
- IMOB -- 不動産株指数。組み入れ上位4社は、PDGリアルティ、シレラ・ブラジル・リアルティ、ガフィーザ、MRVエンゲンハリアである[13]。
- IGC --  コーポレント・ガバナンス指数。コーポレント・ガバナンスに着目した指数。多くの業種、銘柄が満遍なく採用されている[14]。
- ITAG
- MLCX -- 大型・中型株指数。IBOVESPAよりも、やや中ぶりの株式が銘柄に採用されている[15]。
- SMLL -- 小型株指数。MLCXと対比される形で構成される小型株の指数[16]。
- IVBX-2 -- バロール指数。BM&F Bovespaと経済紙バロール（pt）が共同開発した株式指数。BM&F Bovespaの取引量上位と時価総額上位10社を除外し、上位11から60位の銘柄で構成される株式指数。そのため、石油株（ペトロブラス、OGXペトロレオ）、金融株（イタウ・ウニバンコ、バンコ・ブラデスコ、ブラジル銀行、イタウサ、BM&F Bovespa）、鉄鋼株（ナシオナル製鉄、ウジミナス、ジェルダウ）及び鉱山株（ヴァーレ）の11銘柄は不採用となっている[17]。
- IFCN -- 金融株指数。銀行、保険、カード、投資会社、証券取引所の計15銘柄で構成される株価指数[18]。